# Zakres tolerancji
Zakres tolerancji – przedział wartości jakiegoś czynnika abiotycznego, co do którego organizm wykazuje tolerancję ekologiczną.
Zakres tolerancji jest określony przez dwie wartości skrajne:
- dolny punkt krytyczny czyli minimum;
- górny punkt krytyczny czyli maksimum – działającego czynnika.

Przekroczenie tych wartości powoduje zahamowanie procesów życiowych, a następnie śmierć organizmu. W obrębie zakresu tolerancji znajdują się:
- strefy letalne (pessimum) – organizm egzystuje na granicy przeżycia
- strefy pejus – organizm ma możliwość wzrostu
- strefę optimum – organizm rozmnaża się. Najkorzystniejsze dla funkcjonowania organizmu – wartości określonego czynnika.

Krzywa tolerancji może mieć różny kształt w zależności od wieku organizmu. Zwykle formy dojrzałe mają szerszy zakres tolerancji. Zakresy tolerancji różnych czynników tworzą niszę ekologiczną. Wpływ czynników środowiska na organizm i populację opisuje prawo minimum Liebiga oraz szerzej zasada tolerancji ekologicznej Shelforda.

Wykres ideowy ilustrujący różny rozwój organizmów w zależności od natężenia czynnika środowiska: A – eurybionty; B – oligostenobionty; C – mezostenobionty; D – polistenobionty

Organizmy mające szeroki zakres tolerancji wobec danego czynnika nazywamy eurybiontami, natomiast organizmy mające wąski zakres tolerancji wobec danego czynnika nazywamy stenobiontami.